# Proterosuchus
Proterosuchus is een geslacht van uitgestorven basale Archosauromorpha uit de familie Proterosuchidae. Het dier kon tot twee meter lang worden.
Het eerste fossiel van dit geslacht werd op het eind van de negentiende eeuw gevonden op de Wheatlands boerderij in Zuid-Afrika. Het bestond uit een schedel die uit een rotswand van zandsteen gevallen was en op de bodem zwaar geërodeerd was. Het stuk kwam in het bezit van Dr. John Fergus, woonachtig te Tarkastad. Die verzamelaar liet het zien aan de paleontoloog Robert Broom welke hem overhaalde het specimen aan het South African Museum te doneren. In 1903 werd het door Broom benoemd en beschreven als de typesoort Proterosuchus fergusi. De geslachtsnaam is afgeleid van het Oudgrieks πρότερος, proteros, 'eerder', en het Neolatijn suchus, 'krokodil', zelf weer afgeleid van Souchos, de Griekse naam voor de Egyptische krokodillengod. De soortaanduiding eert Fergus voor zijn vrijgevigheid.
Het holotype SAM-PK-591 is gevonden in de Karroolagen die dateren uit het Trias. Het bestaat uit een schedel met onderkaken. De bovenkant van de schedel is verdwenen maar het verhemelte is nog vrij gaaf. Het gaat vermoedelijk om een onvolwassen dier.
In 1924 benoemde Sidney Henry Haughton een Chasmatosaurus vanhoepeni op basis van specimen TM 201, een grotere schedel gevonden bij Harrismith in een laag van de Normandienformatie. In 1946 benoemde Broom een Elaphrosuchus rubidgei op basis van RC 59, een kleine schedel gevonden bij Barendskraal in een laag van de Balfourformatie. In 1965 benoemde Arthur C. Hoffman een Chasmatosaurus alexanderi op basis van NM 1484/C. 3016, een skelet gevonden bij Zeekoeigat.
In 1970 stelde Alan Jack Charig dat Chasmatosaurus alexanderi een jonger synoniem was van Chasmatosaurus vanhoepeni maar beschouwde de andere soorten als geldig. In 1972 kon Arthur Richard Ivor Cruickshank profiteren van het feit dat het ondertussen zoekgeraakte holotype van Proterosuchus fergusi weer teruggevonden was. Hij concludeerde dat Chasmatosaurus een jonger synoniem was van Proterosuchus. Tot die conclusie kwam hij echter niet door Chasmatosaurus vanhoepeni ook als een jonger synoniem te beschouwen want dat zag hij juist als een geldige soort, zij het dan als een Proterosuchus vanhoepeni. Daar zou Elaphrosuchus rubidgei dan weer een jonger synoniem van zijn. Het holotype van Proterosuchus fergusi zou te slecht zijn om andere soorten aan toe te wijzen. In 1976 stelde Charig dat als er geen soorten aan toegewezen konden worden hetzelfde voor geslachten gold zodat Chasmatosaurus vanhoepeni als apart geslacht en soort gehandhaafd moesten blijven. Daarbij zou Elaphrosuchus rubidgei toch geldig zijn. Vrijwel alle volgende onderzoekers volgden Cruickshank echter in het gebruik van Proterosuchus als geslachtsnaam. In de jaren negentig versimpelde Johann Welman de situatie nog verder door het holotype als diagnostisch te zien en alle specimina als groeifasen van Proterosuchus fergusi te beschouwen. Tot 2015 werd deze interpretatie algemeen aanvaard.
In 2015 kwam Martin Ezcurra echter tot de conclusie dat het holotype geen onderscheidende kenmerken toont. Dat zou dan dwingen toch weer de naam Chasmatosaurus te gaan gebruiken. Om deze taxonomische instabiliteit te voorkomen kondigde hij aan bij de ICZN een verzoek te gaan indienen om specimen RC 846 (ook bekend als RC 96) als neotype van Proterosuchus fergusi aan te wijzen. Het betreft een gave schedel.
Ezcurra wees verschillende fossielen toe: BP/1/3993, BP/1/4016, BP/1/4224, BSPG 1934 VIII 514, GHG 231, GHG 363, RC 59, SAM-PK-11208, SAM-PK-K140, SAM-PK-K10603 en TM 201. Het gaat in alle gevallen om skeletten met schedels.
Soortgelijke fossielen werden later gevonden in de Volksrepubliek China en Rusland en benoemd als Chasmatosaurus. Proterosuchus en Chasmatosaurus worden door sommige wetenschappers als synoniemen beschouwd. De Zuid-Afrikaanse Proterosuchus vanhoepeni, Proterosuchus alexandri en Elaphrosuchus rubidgei worden inmiddels beschouwd als synoniemen voor Proterosuchus fergusi.
Proterosuchus had met een lengte van tweehonderdvijftig tot driehonderd centimeter het formaat van een hedendaagse Komodovaraan en dit reptiel was hiermee een van de grootste landroofdieren van het Vroeg-Trias. Sommige bronnen gaan overigens uit van een bescheidener formaat van honderdvijftig centimeter. Proterosuchus had lange kaken met scherpe, iets teruggebogen tanden. De top van de bovenkaak was sterk naar beneden gebogen en had zo een haakvorm. Ook op het verhemelte bevonden zich tanden, een basaal kenmerk van de reptielen. Proterosuchus had verder een sterke nek en korte poten met daaraan vijf tenen. De poten stonden zijwaarts van het lichaam, waardoor Proterosuchus een min of meer kruipende gang had. Het dier leefde waarschijnlijk net als de hedendaagse krokodillen langs de oevers van meren en rivieren en Proterosuchus joeg vermoedelijk vanuit het water op vissen, labyrinthodonte amfibieën en dicynodonten als Lystrosaurus.
Broom plaatste Proterosuchus in 1903 in de Rhynchocephalia, welke groep toen echter een heel andere inhoud had dan tegenwoordig. Moderne analyses vinden Proterosuchus zeer basaal in de Archosauriformes. In 1908 benoemde Friedrich von Huene de familie Proterosuchidae.